# Jacquemontia cumanensis
Jacquemontia cumanensis là một loài thực vật có hoa trong họ Bìm bìm. Loài này được Kuntze mô tả khoa học đầu tiên.